# Linepithema aztecoides
Linepithema aztecoides é uma espécie de formiga do gênero Linepithema.